# 레드벨벳의 음반 외 활동 목록

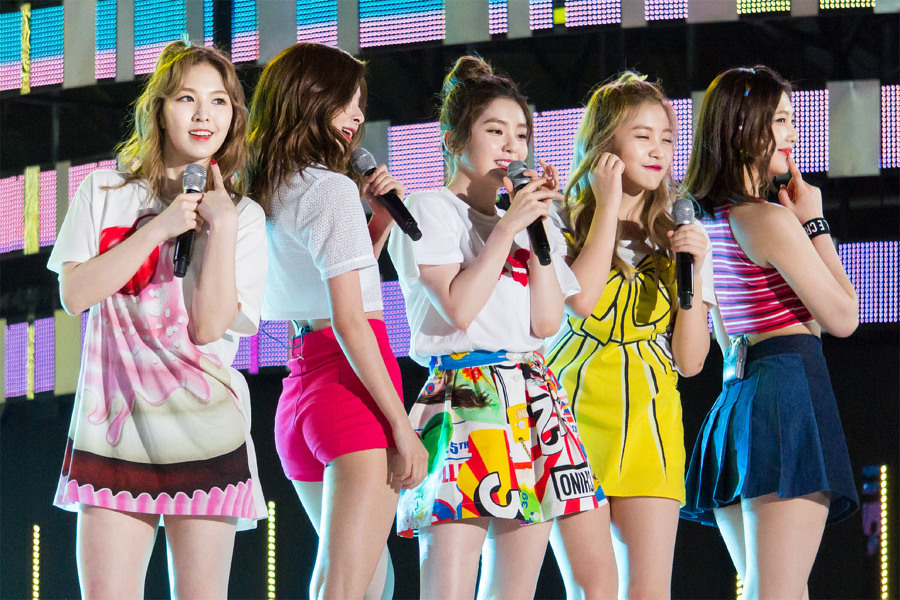
2016년 6월 18일 레드벨벳
왼쪽부터 웬디, 슬기, 아이린, 예리, 조이.

다음은 대한민국의 걸 그룹 레드벨벳의 음반 외 활동 목록이다. 멤버 1명만이 참여한 경우, 각각의 문서에서 별도로 다룬다. 

## 뮤직 비디오
| 연도 | 뮤직 비디오 | 앨범             | 아티스트 | 발매일          |
| ---- | ----------- | ---------------- | -------- | --------------- |
| 2017 | Would U     | SM STATION 시즌2 | 레드벨벳 | 2017년 3월 31일 |
| 2017 | 환생        | SM STATION 시즌2 | 레드벨벳 | 2017년 8월 18일 |

## 텔레비전 프로그램

### 예능 프로그램(고정·진행)
| 연도      | 방송사        | 제목                                                | 출연 멤버                                               | 기간                                 | 비고        |
| --------- | ------------- | --------------------------------------------------- | ------------------------------------------------------- | ------------------------------------ | ----------- |
| 2014      | 네이버 뮤직   | 레드벨벳의 'Icecream TV'                            | 멤버 전원 (With 샤이니 민호)                            | 2015년 3월 18일                      | 인터넷 방송 |
| 2015      | MBC           | 쇼! 음악중심                                        | 예리 (민호, 엔과 공동 진행)                             | 2015년 4월 11일, 5월 9일 ~ 11월 14일 |             |
| 2015      | V app         | 오방만족! Red vs Velvet                             | 멤버 전원 (With 샤이니 Key)                             | 2015년 9월 7일 ~ 2015년 10월 2일     | 인터넷 방송 |
| 2015      | V app         | MERRY WINTER GARDEN                                 | 슬기, 웬디 (With f(x) 엠버, 루나)                       | 2015년 12월 17일                     | 인터넷 방송 |
| 2015~2016 | KBS2          | 뮤직뱅크                                            | 아이린 (박보검과 공동 진행)                             | 2015년 5월 1일 ~ 2016년 6월 24일     |             |
| 2015~2016 | MBC           | 우리 결혼했어요                                     | 조이 (육성재와 가상 부부로 출연)                        | 2015년 6월 20일 ~ 2016년 5월 7일     |             |
| 2016      | V app         | Red Velvet's Level UP!                              | 멤버 전원                                               | 2016년 3월 11일 ~ 2016년 3월 16일    | 인터넷 방송 |
| 2016      | JTBC          | 쿡가대표                                            | 웬디 (스페셜 MC)                                        | 2016년 5월 4일 ~ 2016년 5월 18일     |             |
| 2016      | V app         | THE 보이는 SM <EXO>                                 | 예리                                                    | 2016년 5월 11일 ~ 2016년 5월 19일    | 인터넷 방송 |
| 2016      | V app         | Red Velvet 'Russian Roulette' COMEBACK COUNTDOWN    | 멤버 전원                                               | 2016년 9월 6일                       | 인터넷 방송 |
| 2016      | V app         | AN SML DIGITAL SHORT                                | 멤버 전원                                               | 2016년 9월 13일 ~ 2016년 9월 17일    | 인터넷 방송 |
| 2016      | SBS MTV       | 더 쇼 시즌5                                         | 웬디 (스페셜 MC)                                        | 2016년 9월 20일                      |             |
| 2016      | V app         | A picnic on Sunny Afternoon                         | 멤버 전원                                               | 2016년 9월 27일                      | 인터넷 방송 |
| 2016      | Mnet          | 엠카운트다운                                        | 슬기, 조이 (스페셜 MC)                                  | 2016년 9월 29일                      |             |
| 2016      | V app         | 레드벨벳 아이린 & 슬기의 눕방 라이브!               | 아이린, 슬기                                            | 2016년 9월 30일                      | 인터넷 방송 |
| 2016      | On Style      | 런드리 데이                                         | 아이린 (한혜진, 노홍철, 한혜연, 허지웅과 공동 진행)     | 2016년 10월 29일 ~ 2017년 1월 7일    | 2~12회      |
| 2016      | V app         | VICTORY                                             | 멤버 전원                                               | 2016년 12월 13일 ~ 2017년 1월 31일   | 인터넷 방송 |
| 2016~2017 | KBS2          | 트릭 & 트루                                         | 웬디, 조이                                              | 2016년 11월 23일 ~ 2017년 2월 15일   |             |
| 2017      | tvN           | 편의점을 털어라                                     | 웬디 (공동 진행)                                        | 2017년 1월 13일 ~ 2017년 1월 27일    |             |
| 2017      | V app         | 레드벨벳의 럭키포켓                                 | 아이린, 슬기, 웬디, 예리                                | 2017년 1월 27일 ~ 2017년 1월 29일    | 인터넷 방송 |
| 2017      | MBC           | 오빠생각 - 설특집 파일럿                            | 조이 (공동 진행)                                        | 2017년 1월 29일 ~ 2017년 1월 30일    |             |
| 2017      | Mnet          | 엠카운트다운                                        | 슬기, 예리 (스페셜 MC)                                  | 2017년 2월 9일                       |             |
| 2017      | Mnet          | 엠카운트다운                                        | 슬기, 웬디 (스페셜 MC)                                  | 2017년 2월 16일                      |             |
| 2017      | KBS World     | K-RUSH                                              | 웬디                                                    | 2017년 3월 10일 ~ 2017년 3월 31일    |             |
| 2017      | 네이버 tvcast | 아이돌 드라마 공작단                                | 슬기                                                    | 2017년 5월 29일 ~ 2017년 7월 3일     |             |
| 2017      | Mnet          | 엠카운트다운                                        | 조이, 예리 (스페셜 MC)                                  | 2017년 7월 13일                      |             |
| 2017      | V app         | 레드벨벳의 같이 먹어요!                             | 멤버 전원                                               | 2017년 7월 13일                      | 인터넷 방송 |
| 2017      | Mnet          | 엠카운트다운                                        | 슬기, 웬디 (스페셜 MC)                                  | 2017년 7월 20일                      |             |
| 2017      | oksusu        | 레벨 업 프로젝트                                    | 아이린, 슬기, 웬디, 예리                                | 2017년 7월 27일 ~ 2017년 8월 29일    | 24부작      |
| 2017      | MBC           | 쇼! 음악중심                                        | 웬디 (스페셜 MC)                                        | 2017년 7월 29일                      |             |
| 2017      | 네이버 tvcast | 눈덩이 프로젝트                                     | 멤버 전원                                               | 2017년 8월 2일 ~ 2017년 8월 29일     |             |
| 2017      | KBS2          | 뮤직뱅크 인 싱가포르                                | 아이린 (스페셜 MC)                                      | 2017년 8월 15일                      |             |
| 2017      | SBS           | 인기가요                                            | 조이 (스페셜 MC)                                        | 2017년 9월 3일                       |             |
| 2017      | KBS2          | 뮤직뱅크 인 자카르타                                | 아이린 (스페셜 MC)                                      | 2017년 9월 30일                      |             |
| 2017      | 빈칸          | 한국·베트남 수교 25주년 기념 우정슈퍼쇼             | 아이린 (MC)                                             | 2017년 10월 14일                     |             |
| 2017      | 빈칸          | 대한민국 대중문화예술상                             | 아이린 (MC)                                             | 2017년 11월 3일                      |             |
| 2017      | V app         | 레드벨벳 눕방라이브!                                | 멤버 전원                                               | 2017년 11월 16일                     | 인터넷 방송 |
| 2017      | KBS2          | KBS 가요대축제                                      | 아이린 (찬열, 진, 사나와 공동 진행)                     | 2017년 12월 29일                     |             |
| 2018      | JTBC          | 투유 프로젝트 - 슈가맨 2                            | 조이 (유재석, 유희열, 박나래와 공동 진행)               | 2018년 1월 14일 ~ 2018년 5월 20일    |             |
| 2018      | oksusu        | 레벨 업 프로젝트 2                                  | 멤버 전원                                               | 2018년 1월 8일 ~ 2018년 3월 17일     | 60부작      |
| 2018      | V app         | The Perfect Red Velvet Night                        | 멤버 전원 (With 소녀시대 효연)                          | 2018년 1월 29일                      | 인터넷 방송 |
| 2018      | Mnet          | 엠카운트다운                                        | 슬기, 웬디 (스페셜 MC)                                  | 2018년 2월 1일                       |             |
| 2018      | MBC           | 쇼! 음악중심                                        | 예리 (스페셜 MC)                                        | 2018년 2월 3일                       |             |
| 2018      | JTBC4         | 비밀언니                                            | 슬기, 예리                                              | 2018년 4월 20일 ~ 2018년 7월 20일    | 0~12회      |
| 2018      | V app         | !t Live Special : The 5th MUGI-BOX                  | 아이린, 슬기, 웬디, 예리                                | 2018년 5월 6일                       | 인터넷 방송 |
| 2018      | V app         | 레드벨벳 COMEBACK LIVE 'Power Up'                   | 멤버 전원                                               | 2018년 8월 6일                       | 인터넷 방송 |
| 2018      | oksusu        | 레벨 업 프로젝트 3                                  | 멤버 전원                                               | 2018년 8월 13일 ~ 2018년 10월 5일    | 40부작      |
| 2018      | V app         | !t Live Special : The 8th MUGI-BOX                  | 멤버 전원                                               | 2018년 8월 19일                      | 인터넷 방송 |
| 2018      | LIFETIME      | 파자마 프렌즈                                       | 조이 (장윤주, 송지효, 성소와 공동 진행)                 | 2018년 9월 15일 ~ 2018년 12월 8일    | 13부작      |
| 2018      | 빈칸          | BOF 부산원아시아페스티벌 폐막식                     | 웬디 (스페셜 MC)                                        | 2018년 10월 28일                     |             |
| 2018      | V app         | !t Live Special : The 13th MUGI-BOX                 | 웬디 (효연과 공동 진행)                                 | 2018년 11월 24일                     | 인터넷 방송 |
| 2018      | V app         | R알수록 B볼수록 B보고싶은 레드벨벳 컴백 LIVE!       | 멤버 전원                                               | 2018년 11월 29일                     | 인터넷 방송 |
| 2018      | Youtube       | 퍼프아이돌 - 러비들의 Really Best Beauty            | 멤버 전원                                               | 2018년 12월 19일                     | 인터넷 방송 |
| 2018~2019 | JTBC          | 요즘애들                                            | 슬기 (유재석, 안정환, 김신영, 하온, 한현민과 공동 진행) | 2018년 12월 2일 ~ 2019년 1월 13일    | 1~6회       |
| 2019      | V app         | 레드벨벳 리멤버파티 시상식 2019 GLOBAL VLIVE TOP 10 | 멤버 전원                                               | 2019년 2월 28일                      | 인터넷 방송 |
| 2019      | On Style      | 겟잇뷰티 2019                                       | 조이 (장윤주와 공동 진행)                               | 2019년 4월 5일 ~ 2019년 8월 2일      | 7~24회      |
| 2019      | On Style      | 겟잇뷰티 2019                                       | 조이 (장윤주와 공동 진행)                               | 2019년 9월 6일 ~ 2019년 12월 20일    | 25~40회     |
| 2019      | V app         | 레드벨벳 컴백 라이브 - 짐살라빔 나잇                | 멤버 전원                                               | 2019년 6월 20일                      | 인터넷 방송 |
| 2019      | Youtube       | '짐살라빔'으로 돌아온 레드벨벳 인기가요 출첵LIVE    | 멤버 전원                                               | 2019년 6월 23일                      | 인터넷 방송 |
| 2019      | Youtube       | 아이돌 리그                                         | 멤버 전원                                               | 2019년 7월 4일                       | 인터넷 방송 |
| 2019      | V app         | 레드벨벳과 ‘음파음파’ 캠핑 데이투♥                  | 멤버 전원                                               | 2019년 8월 21일                      | 인터넷 방송 |
| 2019      | V app         | 레드벨벳과 [사][이]좋은 [코]리스마스🌲🎁            | 멤버 전원                                               | 2019년 12월 22일                     | 인터넷 방송 |
| 2019      | KBS2          | KBS 가요대축제                                      | 아이린 (진영, 신동엽과 공동 진행)                       | 2019년 12월 27일                     |             |
| 2020      | SBS           | 진짜 농구, 핸섬타이거즈                             | 조이 (서장훈과 공동 진행)                               | 2020년 1월 10일 ~ 2020년 3월 27일    | 12부작      |

### 예능 프로그램(게스트)
| 연도 | 방송사       | 제목                                                                | 출연 멤버                | 기간                                | 비고                                                            |
| ---- | ------------ | ------------------------------------------------------------------- | ------------------------ | ----------------------------------- | --------------------------------------------------------------- |
| 2014 | Mnet         | 와이드 연예뉴스                                                     | 아이린, 슬기, 웬디, 조이 | 2014년 8월 4일                      |                                                                 |
| 2014 | KBS2         | 위기탈출 넘버원                                                     | 아이린, 슬기, 웬디, 조이 | 2014년 8월 25일                     |                                                                 |
| 2014 | KBS2         | 대국민 토크쇼 안녕하세요                                            | 아이린, 슬기, 웬디, 조이 | 2014년 9월 1일                      |                                                                 |
| 2014 | JTBC         | 히든싱어 시즌3                                                      | 아이린, 슬기, 웬디, 조이 | 2014년 9월 20일                     | 6회, '태연' 편                                                  |
| 2014 | Mnet         | EXO 90:2014                                                         | 슬기, 웬디               | 2014년 10월 10일                    |                                                                 |
| 2014 | MBC every1   | 주간 아이돌                                                         | 아이린, 슬기, 웬디, 조이 | 2014년 10월 15일                    | 168회, '레드벨벳' 편                                            |
| 2014 | SBS          | 놀라운 대회 스타킹                                                  | 슬기, 조이               | 2014년 10월 18일                    |                                                                 |
| 2014 | 아리랑 TV    | 애프터 스쿨 클럽                                                    | 아이린, 슬기, 웬디, 조이 | 2014년 10월 28일                    |                                                                 |
| 2014 | MBC Music    | 우상본색                                                            | 아이린, 슬기, 웬디, 조이 | 2014년 11월 1일                     |                                                                 |
| 2014 | MBC          | 세바퀴                                                              | 아이린, 웬디             | 2014년 11월 1일                     |                                                                 |
| 2014 | Arirang TV   | 팝 인 서울                                                          | 아이린, 슬기, 웬디, 조이 | 2014년 11월 5일                     |                                                                 |
| 2014 | KBS1         | 열린음악회                                                          | 아이린, 슬기, 웬디, 조이 | 2014년 11월 16일                    |                                                                 |
| 2014 | KBS2         | 출발 드림팀 시즌2                                                   | 아이린, 슬기, 웬디       | 2014년 11월 30일                    | 258회, '걸그룹 버블슈트 최강자전' 편                            |
| 2015 | Arirang TV   | 쇼비즈 코리아                                                       | 조이                     | 2015년 1월 2일                      |                                                                 |
| 2015 | KBS2         | 뮤비뱅크 스타더스트                                                 | 멤버 전원                | 2015년 3월 26일                     |                                                                 |
| 2015 | SBS          | 놀라운 대회 스타킹                                                  | 슬기, 조이, 예리         | 2015년 3월 28일 ~ 2015년 4월 4일    |                                                                 |
| 2015 | Arirang TV   | 애프터 스쿨 클럽                                                    | 멤버 전원                | 2015년 4월 7일                      |                                                                 |
| 2015 | KBS2         | 뮤비뱅크 스타더스트                                                 | 멤버 전원                | 2015년 4월 9일                      |                                                                 |
| 2015 | KBS2         | 대국민 토크쇼 안녕하세요                                            | 조이, 예리               | 2015년 4월 13일                     | 220회                                                           |
| 2015 | JTBC         | 학교 다녀오겠습니다                                                 | 슬기                     | 2015년 4월 14일 ~ 2015년 5월 5일    | 40~43회, '경기예술고등학교' 편                                  |
| 2015 | Mnet         | 야만TV                                                              | 멤버 전원                | 2015년 4월 20일                     | 14회, '러블리즈 vs 레드벨벳' 편                                 |
| 2015 | SBS          | 놀라운 대회 스타킹                                                  | 슬기, 조이, 예리         | 2015년 5월 2일                      |                                                                 |
| 2015 | JTBC         | 백인백곡 끝까지 간다                                                | 슬기, 웬디               | 2015년 6월 9일, 2015년 6월 23일     | 31~32회                                                         |
| 2015 | MBC          | 우리 결혼했어요                                                     | 멤버 전원                | 2015년 6월 20일                     |                                                                 |
| 2015 | MBC          | 섹션TV 연예통신                                                     | 멤버 전원                | 2015년 8월 30일                     |                                                                 |
| 2015 | MBC          | 우리 결혼했어요                                                     | 멤버 전원                | 2015년 9월 12일                     |                                                                 |
| 2015 | KBS2         | 뮤비뱅크 스타더스트                                                 | 멤버 전원                | 2015년 9월 23일                     |                                                                 |
| 2015 | MBC every1   | 주간 아이돌                                                         | 멤버 전원                | 2015년 9월 23일                     | 217회, '레드벨벳' 편                                            |
| 2015 | Mnet         | 오늘하룸                                                            | 멤버 전원                | 2015년 9월 23일 ~ 2015년 9월 30일   |                                                                 |
| 2015 | MBC          | 우리 결혼했어요                                                     | 웬디                     | 2015년 9월 26일                     | 스튜디오 패널                                                   |
| 2015 | MBC          | 아이돌스타 육상 씨름 농구 풋살 양궁 선수권대회                      | 멤버 전원                | 2015년 9월 28일 ~ 2015년 9월 29일   | 씨름(슬기, 조이, 예리) / 농구 현장 MC(예리)                     |
| 2015 | SBS          | 심폐소생송                                                          | 웬디                     | 2015년 9월 28일                     | 2회, 추석특집 파일럿                                            |
| 2015 | MBC          | 황금어장 - 라디오스타                                               | 슬기                     | 2015년 9월 30일                     | 447회, '네 눈은 취향저격~ 변화무쌍!' 특집                       |
| 2015 | SBS          | 일요일이 좋다 - 런닝맨                                              | 조이                     | 2015년 10월 11일                    | 268회, '전설의 반지 짝꿍 레이스' 편                             |
| 2015 | KBS2         | 글로벌 리퀘스트 쇼 어송포유 시즌4                                   | 멤버 전원                | 2015년 10월 12일                    | 12회                                                            |
| 2015 | KBS1         | 열린음악회                                                          | 멤버 전원                | 2015년 10월 20일                    |                                                                 |
| 2015 | MBC          | 우리 결혼했어요                                                     | 웬디                     | 2015년 10월 24일                    | 스튜디오 패널                                                   |
| 2015 | KBS2         | 불후의 명곡 - 전설을 노래하다                                       | 슬기, 웬디, 조이         | 2015년 10월 31일 ~ 2015년 11월 7일  | '배호' 편                                                       |
| 2015 | KBS1         | 도전! 골든벨                                                        | 멤버 전원                | 2015년 11월 8일                     | '홍익디자인고등학교' 편                                         |
| 2015 | MBC          | 우리 결혼했어요                                                     | 멤버 전원                | 2015년 11월 14일 ~ 2015년 11월 28일 |                                                                 |
| 2015 | MBC          | 능력자들                                                            | 아이린                   | 2015년 11월 20일                    |                                                                 |
| 2015 | SBS          | 동상이몽, 괜찮아 괜찮아                                             | 슬기                     | 2015년 11월 28일                    | 30회, '어느새 7남매' 편                                         |
| 2015 | SBS          | 놀라운 대회 스타킹                                                  | 아이린, 조이             | 2015년 12월 15일                    |                                                                 |
| 2015 | KBS2         | 비타민                                                              | 아이린, 슬기, 웬디, 예리 | 2015년 12월 17일                    |                                                                 |
| 2015 | SBS          | 동상이몽, 괜찮아 괜찮아                                             | 슬기                     | 2015년 12월 26일                    | 34회, '소금밭 상속자/아들을 찾아라 1부' 편                      |
| 2016 | SBS          | 동상이몽, 괜찮아 괜찮아                                             | 슬기                     | 2016년 1월 9일                      | 36회, '아들을 찾아라 2부' 편                                    |
| 2016 | MBC          | 우리 결혼했어요                                                     | 웬디                     | 2016년 1월 9일 ~ 2016년 1월 16일    | 스튜디오 패널                                                   |
| 2016 | JTBC         | 투유 프로젝트 - 슈가맨                                              | 아이린, 슬기, 웬디, 예리 | 2016년 1월 12일                     | 13회, '노이즈' 특집                                             |
| 2016 | MBC          | 미스터리 음악쇼 복면가왕                                            | 웬디                     | 2016년 1월 24일                     | 43회, '우주미녀 메텔'                                           |
| 2016 | MBC          | 우리 결혼했어요                                                     | 웬디                     | 2016년 1월 30일                     | 스튜디오 패널                                                   |
| 2016 | SBS          | 백종원의 3대 천왕                                                   | 멤버 전원                | 2016년 2월 6일                      | 23회, '만두' 편                                                 |
| 2016 | KBS1         | 열린음악회                                                          | 웬디                     | 2016년 2월 7일                      |                                                                 |
| 2016 | MBC          | 아이돌스타 육상 씨름 풋살 양궁 선수권대회                           | 멤버 전원                | 2016년 2월 9일 ~ 2016년 2월 10일    | 육상(조이) / 양궁(아이린, 슬기, 예리) / 풋살 현장 MC(예리)      |
| 2016 | MBC every1   | 주간 아이돌                                                         | 멤버 전원                | 2016년 3월 16일                     | 242회, '레드벨벳' 편                                            |
| 2016 | KBS2         | 비타민                                                              | 아이린, 슬기, 예리       | 2016년 3월 17일                     |                                                                 |
| 2016 | KBS2         | 대국민 토크쇼 안녕하세요                                            | 아이린, 웬디             | 2016년 3월 21일                     | 267회                                                           |
| 2016 | KBS1         | 뮤비뱅크 스타더스트                                                 | 멤버 전원                | 2016년 3월 29일                     |                                                                 |
| 2016 | tvN          | 수요미식회                                                          | 슬기                     | 2016년 3월 30일                     | 59회, '짬뽕라면' 편                                             |
| 2016 | KBS1         | 열린음악회                                                          | 멤버 전원                | 2016년 3월 27일                     |                                                                 |
| 2016 | KBS2         | 유희열의 스케치북                                                   | 멤버 전원                | 2016년 4월 1일                      | 313회                                                           |
| 2016 | KBS1         | 도전! 골든벨                                                        | 멤버 전원                | 2016년 4월 3일                      | '경기자동차과학고등학교' 편                                     |
| 2016 | KBS2         | 태양의 후예                                                         | 멤버 전원                | 2016년 4월 14일                     | 16회                                                            |
| 2016 | JTBC         | 아는 형님                                                           | 슬기, 웬디, 조이, 예리   | 2016년 4월 23일                     | 21회, '레드벨벳' 편                                             |
| 2016 | KBS2         | 우리동네 예체능                                                     | 슬기, 웬디, 조이, 예리   | 2016년 5월 3일                      | 154회                                                           |
| 2016 | SBS          | 보컬 전쟁 : 신의 목소리                                             | 슬기, 조이               | 2016년 5월 4일 ~ 2016년 5월 11일    | 5~6회                                                           |
| 2016 | SBS          | 동상이몽, 괜찮아 괜찮아                                             | 슬기, 조이               | 2016년 5월 9일                      | 52회, '미스코리아가 되고 싶은 소녀', '야구에 미친 부모님' 편    |
| 2016 | MBC          | 듀엣가요제                                                          | 웬디                     | 2016년 5월 13일                     | 6회                                                             |
| 2016 | JTBC         | 아는 형님                                                           | 아이린                   | 2016년 6월 18일                     | 29회, '종현 & 아이린' 편                                        |
| 2016 | KBS1         | 안녕 우리말                                                         | 아이린                   | 2016년 6월 27일 ~ 2016년 7월 11일   |                                                                 |
| 2016 | JTBC         | 잘 먹는 소녀들                                                      | 슬기                     | 2016년 6월 29일 ~ 2016년 7월 6일    | 1~2회                                                           |
| 2016 | MBC          | 마이 리틀 텔레비전                                                  | 조이                     | 2016년 7월 9일 ~ 2016년 7월 16일    | 61~62회, '안타리우스' 게스트                                    |
| 2016 | tvN          | 문제적남자                                                          | 웬디                     | 2016년 9월 4일                      | 77회                                                            |
| 2016 | MBC every1   | 주간 아이돌                                                         | 멤버 전원                | 2016년 9월 7일                      | 267회, '레드벨벳' 편                                            |
| 2016 | KBS2         | 슈퍼맨이 돌아왔다                                                   | 슬기, 조이               | 2016년 9월 11일                     | 서언, 서준 만남                                                 |
| 2016 | KBS2         | 뮤비뱅크 스타더스트                                                 | 멤버 전원                | 2016년 9월 14일                     |                                                                 |
| 2016 | KBS2         | 트릭 & 트루                                                         | 조이, 예리               | 2016년 9월 14일                     | 추석특집 파일럿                                                 |
| 2016 | 유쿠         | my SMT                                                              | 아이린, 웬디             | 2016년 9월 19일                     |                                                                 |
| 2016 | MBC          | 미스터리 음악쇼 복면가왕                                            | 슬기                     | 2016년 10월 2일                     | 79회, '주말의 명화 시네마 천국'                                 |
| 2016 | KBS2         | 트릭 & 트루                                                         | 아이린, 웬디             | 2016년 10월 25일 ~ 2016년 11월 16일 |                                                                 |
| 2016 | On Style     | 런드리 데이                                                         | 슬기, 조이               | 2016년 11월 12일                    | 4회                                                             |
| 2016 | MBC          | 황금어장 - 라디오스타                                               | 아이린                   | 2016년 12월 7일                     | 504회, '헤비멘탈' 특집                                          |
| 2016 | Mnet         | 양남자쇼                                                            | 아이린, 슬기, 웬디, 조이 | 2016년 12월 8일 ~ 2016년 12월 15일  | 4~5회                                                           |
| 2016 | JTBC         | 팬텀싱어                                                            | 슬기, 웬디, 조이         | 2016년 12월 9일 ~ 2016년 12월 16일  | 5~6회                                                           |
| 2016 | tvN          | 수요미식회                                                          | 웬디                     | 2016년 12월 21일                    | 97회, '케이크' 편                                               |
| 2016 | On Style     | 런드리 데이                                                         | 웬디                     | 2016년 12월 24일                    | 10회                                                            |
| 2016 | TV조선       | 아이돌잔치                                                          | 아이린, 슬기, 웬디, 조이 | 2016년 12월 26일                    | 5회                                                             |
| 2016 | Comedy TV    | 운빨 레이스                                                         | 슬기                     | 2016년 12월 29일                    |                                                                 |
| 2017 | tvN          | 편의점을 털어라                                                     | 아이린, 조이, 예리       | 2017년 1월 20일                     | 2회                                                             |
| 2017 | KBS2         | 걸그룹 대첩-가(歌)문의 영광                                         | 슬기, 웬디, 조이         | 2017년 1월 27일                     |                                                                 |
| 2017 | MBC          | 설특집 2017 아이돌스타 육상 양궁 리듬체조 에어로빅 선수권 대회      | 멤버 전원                | 2017년 1월 30일                     | 육상(슬기) / 양궁(아이린, 웬디, 예리)                           |
| 2017 | JTBC         | 비정상회담                                                          | 슬기, 웬디               | 2017년 2월 6일                      | 135회                                                           |
| 2017 | Arirang TV   | 애프터 스쿨 클럽                                                    | 아이린, 웬디, 슬기, 예리 | 2017년 2월 7일                      |                                                                 |
| 2017 | SBS          | 백종원의 3대천왕                                                    | 아이린                   | 2017년 2월 11일                     | 72회, '대구 맛 골목' 편                                         |
| 2017 | SBS          | 일요일이 좋다 - 런닝맨                                              | 아이린, 슬기, 웬디, 예리 | 2017년 2월 12일                     | 338회, '브레이크 Week-뛰지 말고 걸어라 레이스' 편               |
| 2017 | Star明星直播 | 愿望精灵Red Velvet                                                  | 아이린, 슬기, 웬디, 예리 | 2017년 2월 18일                     |                                                                 |
| 2017 | Star明星直播 | 愿望精灵Irene+SeulGi                                                | 아이린, 슬기             | 2017년 2월 21일                     |                                                                 |
| 2017 | 채널A        | 싱데렐라                                                            | 아이린, 슬기, 웬디, 예리 | 2017년 2월 24일                     | 15회                                                            |
| 2017 | Star明星直播 | 愿望精灵Irene+Wendy                                                 | 아이린, 웬디             | 2017년 2월 26일                     |                                                                 |
| 2017 | Star明星直播 | 愿望精灵Irene+Yeri                                                  | 아이린, 예리             | 2017년 2월 27일                     |                                                                 |
| 2017 | Star明星直播 | 愿望精灵Wendy+Yeri                                                  | 웬디, 예리               | 2017년 2월 28일                     |                                                                 |
| 2017 | Mnet         | 신양남자쇼                                                          | 아이린, 슬기, 웬디, 예리 | 2017년 3월 2일                      | 2회                                                             |
| 2017 | KBS2         | 언니들의 슬램덩크 2                                                 | 아이린, 슬기, 웬디, 예리 | 2017년 3월 3일                      | 4회                                                             |
| 2017 | KBS2         | 연예가중계                                                          | 웬디                     | 2017년 3월 18일                     | 베테랑 프로파일러                                               |
| 2017 | Mnet         | 고등래퍼                                                            | 슬기                     | 2017년 3월 31일                     | 8회                                                             |
| 2017 | E채널        | 식식한 소녀들                                                       | 슬기                     | 2017년 4월 3일                      | 11회                                                            |
| 2017 | SBS          | 백종원의 3대 천왕                                                   | 아이린, 슬기             | 2017년 4월 14일                     | 81회, '학교 분식' 편                                            |
| 2017 | tvN          | 시간을 달리는 남자                                                  | 아이린, 슬기, 예리       | 2017년 4월 21일                     | 4회                                                             |
| 2017 | JTBC         | 갑자기 히어로즈                                                     | 아이린, 예리             | 2017년 4월 29일 ~ 2017년 5월 6일    | 3~4회                                                           |
| 2017 | KBS2         | 슈퍼맨이 돌아왔다                                                   | 아이린, 슬기, 예리       | 2017년 4월 30일                     | 설수대 만남                                                     |
| 2017 | SBS          | 스타일 팔로우                                                       | 아이린, 슬기             | 2017년 5월 3일                      | 3회                                                             |
| 2017 | tvN          | 공조7                                                               | 아이린, 웬디             | 2017년 5월 12일                     | 7회                                                             |
| 2017 | KBS1         | 열린음악회                                                          | 아이린, 슬기, 웬디, 예리 | 2017년 5월 21일                     |                                                                 |
| 2017 | 채널A        | 맛있는 토요일 밥한번 먹자                                           | 조이                     | 2017년 6월 17일                     | 4회                                                             |
| 2017 | MBC Music    | 아이돌 TV                                                           | 멤버 전원                | 2017년 7월 11일                     | 15회                                                            |
| 2017 | JTBC         | 아는 형님                                                           | 멤버 전원                | 2017년 7월 15일                     | 84회, '레드벨벳' 편                                             |
| 2017 | KBS2         | 대국민 토크쇼 안녕하세요                                            | 웬디, 조이               | 2017년 7월 17일                     | 334회                                                           |
| 2017 | tvN          | SNL 코리아 시즌 9                                                   | 멤버 전원                | 2017년 7월 22일                     | 17회                                                            |
| 2017 | SBS          | 판타스틱 듀오 2                                                     | 슬기, 웬디               | 2017년 7월 23일                     | 17회                                                            |
| 2017 | MBC          | 미스터리 음악쇼 복면가왕                                            | 조이                     | 2017년 7월 23일 ~ 2017년 7월 30일   | 121~122회, '넌 내게 반했어 반다비'                              |
| 2017 | MBC          | 오빠생각                                                            | 멤버 전원                | 2017년 7월 31일                     | 11회                                                            |
| 2017 | MBC          | 섹션TV 연예통신                                                     | 멤버 전원                | 2017년 8월 6일                      | 아이돌맨                                                        |
| 2017 | Youtube      | 셀럽티비                                                            | 멤버 전원                | 2017년 9월 8일                      |                                                                 |
| 2017 | KBS2         | 해피투게더 3                                                        | 조이, 예리               | 2017년 9월 14일, 2017년 10월 5일    | 516~517회, 전설의 조동아리 '내 노래를 불러줘' 특집              |
| 2017 | SBS          | 판타스틱 듀오 2                                                     | 슬기, 웬디               | 2017년 9월 24일                     | 26회                                                            |
| 2017 | SBS          | 마스터키                                                            | 웬디                     | 2017년 11월 11일                    | 5회                                                             |
| 2017 | SBS          | 런닝맨                                                              | 아이린, 조이             | 2017년 11월 12일                    | 376회, '스파이를 찾아라-2017 돈계올림픽!' 편                    |
| 2017 | JTBC         | 한끼줍쇼                                                            | 아이린, 조이             | 2017년 11월 22일                    | 57회, '양재동' 편                                               |
| 2017 | MBC every1   | 주간 아이돌                                                         | 멤버 전원                | 2017년 11월 29일                    | 331회, '레드벨벳' 편                                            |
| 2017 | KBS2         | 연예가중계                                                          | 멤버 전원                | 2017년 12월 8일                     | 스쿨 어택 '육군사관학교'                                        |
| 2018 | News-Ade     | 뉴스에이드TV                                                        | 슬기                     | 2018년 1월 21일                     | '아드공' 옆집소녀 1년만에 재회하다                              |
| 2018 | JTBC         | 투유 프로젝트 - 슈가맨 2                                            | 멤버 전원                | 2018년 1월 28일                     | 3회, '쎄쎄쎄 & 케이팝' 편                                       |
| 2018 | MBC          | 설특집 2018 아이돌스타 육상 볼링 양궁 리듬체조 에어로빅 선수권대회  | 멤버 전원                | 2018년 2월 15일 ~ 2018년 2월 16일   | 양궁(아이린, 슬기, 예리) / 볼링(슬기, 조이) / 에어로빅 MC(슬기) |
| 2018 | MBC          | 미스터리 음악쇼 복면가왕                                            | 슬기                     | 2018년 2월 18일 ~ 2018년 2월 25일   | 141~142회, 연예인 판정단                                        |
| 2018 | tvN          | 코미디빅리그                                                        | 아이린, 슬기, 웬디       | 2018년 2월 18일                     | 252회                                                           |
| 2018 | KBS2         | 대국민 토크쇼 안녕하세요                                            | 아이린, 슬기             | 2018년 2월 19일                     | 353회                                                           |
| 2018 | Mnet, tvN    | 너의 목소리가 보여 5                                                | 아이린, 슬기, 웬디, 예리 | 2018년 2월 23일                     | 4회                                                             |
| 2018 | tvN          | 토크몬                                                              | 슬기, 웬디               | 2018년 2월 26일 ~ 2018년 3월 5일    | 7~8회                                                           |
| 2018 | KBS2         | 1%의 우정                                                           | 멤버 전원                | 2018년 3월 3일                      | 1회                                                             |
| 2018 | On Style     | 마이박스                                                            | 슬기, 웬디               | 2018년 3월 5일                      | 1회                                                             |
| 2018 | MBC          | 섹션TV 연예통신                                                     | 조이                     | 2018년 3월 11일                     | 드라마 '위대한 유혹자' 인터뷰                                   |
| 2018 | LIFETIME     | 아이돌맘                                                            | 슬기, 웬디               | 2018년 3월 22일                     | 9회                                                             |
| 2018 | KBS2         | 유희열의 스케치북                                                   | 웬디                     | 2018년 4월 22일                     | 395회, '에릭남 X 웬디'                                          |
| 2018 | NETFLIX      | 범인은 바로 너!                                                     | 웬디                     | 2018년 5월 18일                     | 6회                                                             |
| 2018 | JTBC         | 차이나는 클라스 - 질문 있습니다                                     | 슬기                     | 2018년 5월 30일                     | 63회                                                            |
| 2018 | SBS          | 정글의 법칙 in 멕시코                                               | 슬기                     | 2018년 6월 22일 ~ 2018년 7월 20일   | 320~324회                                                       |
| 2018 | KBS2         | 배틀트립                                                            | 슬기, 웬디               | 2018년 7월 28일, 2018년 8월 11일    | 101회, 103회                                                    |
| 2018 | JTBC         | 아는 형님                                                           | 멤버 전원                | 2018년 8월 4일                      | 139회, '레드벨벳' 편                                            |
| 2018 | XtvN         | 슈퍼TV2                                                             | 멤버 전원                | 2018년 8월 9일                      | 10회                                                            |
| 2018 | JTBC         | 아이돌룸                                                            | 멤버 전원                | 2018년 8월 14일                     | 15회                                                            |
| 2018 | MBC every1   | 주간 아이돌                                                         | 멤버 전원                | 2018년 8월 22일                     | 369회, '레드벨벳' 편                                            |
| 2018 | Youtube      | 와썹맨                                                              | 멤버 전원                | 2018년 8월 31일                     | 27회, '대한민국 3대 기획사 침투' 편                             |
| 2018 | KBS1         | 도전! 골든벨                                                        | 멤버 전원                | 2018년 9월 2일                      | '신철원고등학교' 편                                             |
| 2018 | JTBC         | 히든싱어 시즌5                                                      | 슬기, 조이               | 2018년 9월 2일                      | 12회, '박미경' 편                                               |
| 2018 | MBC          | 추석특집 2018 아이돌스타 육상 선수권 대회                           | 멤버 전원                | 2018년 9월 25일 ~ 2018년 9월 26일   | 양궁(아이린, 웬디, 예리) / 볼링(슬기, 조이)                     |
| 2018 | KBS2         | 슈퍼맨이 돌아왔다                                                   | 멤버 전원                | 2018년 10월 7일                     | 윌리엄, 벤틀리 만남                                             |
| 2018 | KBS2         | 댄싱하이                                                            | 슬기                     | 2018년 10월 19일                    | 7회                                                             |
| 2018 | LIFETIME     | 파자마 프렌즈                                                       | 웬디                     | 2018년 10월 20일 ~ 2018년 10월 27일 | 6~7회                                                           |
| 2018 | KBS1         | 열린음악회                                                          | 멤버 전원                | 2018년 11월 11일                    |                                                                 |
| 2018 | LIFETIME     | 파자마 프렌즈                                                       | 슬기                     | 2018년 11월 17일                    | 10회                                                            |
| 2018 | SBS          | 런닝맨                                                              | 아이린, 조이             | 2018년 11월 18일 ~ 2018년 11월 25일 | 426~427회, '아는 짝꿍 레이스' 편                                |
| 2018 | KBS2         | 대국민 토크쇼 안녕하세요                                            | 슬기, 조이               | 2018년 11월 19일                    | 389회                                                           |
| 2018 | KBS2         | 연예가중계                                                          | 멤버 전원                | 2018년 11월 30일                    | 게릴라 데이트                                                   |
| 2018 | MBC          | 섹션TV 연예통신                                                     | 멤버 전원                | 2018년 12월 3일                     |                                                                 |
| 2018 | tvN          | 놀라운 토요일 - 도레미 마켓                                         | 웬디, 조이               | 2018년 12월 8일                     | 36회                                                            |
| 2018 | JTBC         | 날보러와요 - 사심방송제작기                                         | 조이                     | 2018년 12월 11일                    | 7회                                                             |
| 2018 | JTBC         | 한끼줍쇼                                                            | 슬기, 웬디               | 2018년 12월 12일                    | 109회, '공덕동' 편                                              |
| 2018 | Youtube      | 셀럽티비                                                            | 아이린, 슬기, 웬디, 조이 | 2018년 12월 16일                    |                                                                 |
| 2018 | JTBC         | 차이나는 클라스 - 질문 있습니다                                     | 웬디                     | 2018년 12월 19일                    | 91회                                                            |
| 2018 | SBS          | 가로채널                                                            | 아이린, 슬기             | 2018년 12월 27일 ~ 2019년 1월 17일  | 7~10회, 스튜디오 패널                                           |
| 2019 | MBC          | 언더나인틴                                                          | 멤버 전원                | 2019년 1월 3일                      | 미방분 출연                                                     |
| 2019 | MBC          | 2019 설특집 아이돌스타 육상 볼링 양궁 리듬체조 승부차기 선수권 대회 | 멤버 전원                | 2019년 2월 5일 ~ 2019년 2월 6일     | 양궁(슬기, 웬디, 예리)                                          |
| 2019 | SBS          | 가로채널                                                            | 아이린                   | 2019년 2월 14일                     | 14회, 강하대 '아이린 vs 강호동'                                 |
| 2019 | Youtube      | 딩고                                                                | 슬기                     | 2019년 2월 25일                     | 레드벨벳 슬기가 나의 학교 선배라면 이런 느낌!                   |
| 2019 | KBS1         | 도전! 골든벨                                                        | 멤버 전원                | 2019년 3월 3일                      | '고창고등학교' 편                                               |
| 2019 | tvN          | 서울메이트 시즌2                                                    | 멤버 전원                | 2019년 3월 25일                     | 16회                                                            |
| 2019 | Olive        | 모두의 주방                                                         | 웬디                     | 2019년 4월 7일                      | 8회                                                             |
| 2019 | JTBC         | 스테이지K                                                           | 멤버 전원                | 2019년 4월 7일                      | 1회, '레드벨벳' 편                                              |
| 2019 | MBC          | 호구의 연애                                                         | 웬디                     | 2019년 4월 21일 ~ 2019년 5월 5일    | 6~8회, 스튜디오 패널                                            |
| 2019 | Youtube      | 어썸하은                                                            | 멤버 전원                | 2019년 6월 10일                     | 300 엑스투 레드벨벳 편 예고 & 비하인드                          |
| 2019 | Youtube      | Red Velvet Live Bus In TOKYO                                        | 멤버 전원                | 2019년 6월 12일                     |                                                                 |
| 2019 | SBS          | 정글의 법칙 in 로스트 정글                                          | 예리                     | 2019년 6월 15일 ~ 2019년 7월 13일   | 368~372회                                                       |
| 2019 | JTBC         | 스테이지K                                                           | 슬기, 웬디               | 2019년 6월 16일 ~ 2019년 6월 23일   | 10~11회, '왕중왕전' 편                                          |
| 2019 | tvN          | 300 엑스투                                                          | 멤버 전원                | 2019년 6월 21일                     | 8회, '레드벨벳' 편                                              |
| 2019 | tvN          | 놀라운 토요일 - 호구들의 감빵생활                                   | 슬기, 조이               | 2019년 6월 22일 ~ 2019년 6월 29일   | 15~16회                                                         |
| 2019 | tvN          | 슈퍼히어러                                                          | 슬기                     | 2019년 6월 23일                     | 2회                                                             |
| 2019 | JTBC         | 아이돌룸                                                            | 멤버 전원                | 2019년 6월 25일                     | 56회                                                            |
| 2019 | MBC every1   | 대한외국인                                                          | 웬디                     | 2019년 7월 3일                      | 38회                                                            |
| 2019 | tvN          | 수미네 반찬                                                         | 슬기, 웬디               | 2019년 7월 10일                     | 58회                                                            |
| 2019 | Youtube      | 어썸하은                                                            | 멤버 전원                | 2019년 7월 17일                     | 짐살라빔 인 퍼블릭 비하인드                                     |
| 2019 | KBS2         | 유희열의 스케치북                                                   | 멤버 전원                | 2019년 8월 23일                     | 456회                                                           |
| 2019 | MBC every1   | 주간 아이돌                                                         | 멤버 전원                | 2019년 8월 28일                     | 422회, '레드벨벳' 편                                            |
| 2019 | JTBC         | 아는 형님                                                           | 조이                     | 2019년 9월 7일                      | 196회, '장윤주, 아이린, 조이' 편                                |
| 2019 | MBC          | 2019 추석특집 아이돌스타 선수권대회                                 | 슬기, 웬디               | 2019년 9월 12일 ~ 2019년 9월 13일   | 투구(슬기)                                                      |
| 2019 | MBC          | 미스터리 음악쇼 복면가왕                                            | 웬디                     | 2019년 10월 20일 ~ 2019년 10월 27일 | 225~226회, '초록마녀'                                           |
| 2020 | tvN          | 더 짠내투어                                                         | 조이                     | 2020년 1월 6일 ~ 2020년 1월 20일    | 105~107회, '스페인(세비야, 사하라, 론다)' 편                    |
| 2020 | KBS2         | 해피투게더 4                                                        | 조이                     | 2020년 1월 9일                      | 65회, '열정 만수르' 특집                                        |

## 화보
| 연도 | 제목                       | 출연                     |
| ---- | -------------------------- | ------------------------ |
| 2014 | THE CELEBRITY 2월호        | 아이린, 슬기 (sm루키즈)  |
| 2014 | Oh Boy! 2월호              | 아이린, 슬기 (sm루키즈)  |
| 2014 | MAPS 7월호                 | 아이린, 슬기, 웬디       |
| 2014 | THE CELEBRITY 9월호        | 아이린, 슬기, 웬디, 조이 |
| 2014 | BAZAAR 10월호              | 아이린, 슬기             |
| 2014 | THE CELEBRITY 12월호       | 아이린, 슬기, 웬디, 조이 |
| 2014 | ize Vol.8 12월호           | 아이린, 슬기, 웬디, 조이 |
| 2015 | CeCi 5월호                 | 레드벨벳                 |
| 2015 | NYLON 5월호                | 레드벨벳                 |
| 2015 | THE CELEBRITY 5월호        | 레드벨벳                 |
| 2015 | BAZAAR 5월호               | 레드벨벳                 |
| 2015 | K WAVE 5월호               | 레드벨벳                 |
| 2015 | HIGH CUT 6월호 Vol.150     | 레드벨벳                 |
| 2015 | HIGH CUT 6월호 Vol.151     | 아이린, 조이, 예리       |
| 2015 | VOGUE 10월호               | 레드벨벳                 |
| 2015 | ELLE 11월호                | 레드벨벳                 |
| 2015 | NYLON 12월호               | 레드벨벳                 |
| 2016 | SURE 1월호                 | 슬기                     |
| 2016 | CeCi 2월호                 | 아이린 (with 세훈)       |
| 2016 | InStyle 3월호              | 레드벨벳                 |
| 2016 | THE CELEBRITY 3월호        | 아이린, 슬기, 예리       |
| 2016 | Allure 3월호               | 슬기                     |
| 2016 | W 3월호                    | 레드벨벳                 |
| 2016 | Marie Claire 4월호         | 레드벨벳                 |
| 2016 | GQ 4월호                   | 아이린 (with 태민)       |
| 2016 | HIGH CUT 4월호             | 레드벨벳                 |
| 2016 | CeCi 5월호                 | 조이, 예리               |
| 2016 | 로피시엘 이탈리아 5월호    | 아이린, 슬기             |
| 2016 | GQ 6월호                   | 아이린                   |
| 2016 | THE CELEBRITY 10월호       | 레드벨벳                 |
| 2016 | ELLE 10월호                | 레드벨벳                 |
| 2016 | Oh Boy! 10월호             | 레드벨벳                 |
| 2016 | The Star 10월호            | 레드벨벳                 |
| 2016 | CeCi 11월호                | 레드벨벳                 |
| 2016 | HIGH CUT 11월호 Vol.184    | 아이린, 조이             |
| 2016 | VOGUE 12월호               | 슬기, 웬디               |
| 2017 | THE CELEBRITY 겨울호       | 슬기                     |
| 2017 | CeCi 2월호                 | 아이린, 조이             |
| 2017 | VOGUE 2월호                | 아이린, 슬기, 웬디       |
| 2017 | THE CELEBRITY 봄호         | 아이린, 슬기, 웬디, 예리 |
| 2017 | Singles 5월호              | 슬기                     |
| 2017 | HIGH CUT 6월호 Vol. 199    | 아이린, 슬기             |
| 2017 | THE CELEBRITY 여름호       | 슬기, 웬디(인터뷰)       |
| 2017 | COSMOPOLITAN 7월호         | 슬기 (with 아드공)       |
| 2017 | THE CELEBRITY 가을호       | 슬기 (with 루미)         |
| 2017 | Singles 12월호             | 레드벨벳                 |
| 2017 | VOGUE 12월호               | 조이                     |
| 2018 | HIGH CUT 2월호 Vol.214     | 레드벨벳                 |
| 2018 | CeCi 2월호                 | 슬기, 웬디, 조이, 예리   |
| 2018 | CeCi 4월호                 | 예리                     |
| 2018 | VOGUE GIRL JAPAN 7월호     | 레드벨벳                 |
| 2018 | NYLON 8월호                | 조이                     |
| 2018 | GRAZIA 9월호               | 아이린                   |
| 2018 | CHICTEEN Magazine 9월호    | 레드벨벳                 |
| 2018 | GQ 10월호                  | 슬기                     |
| 2018 | VOGUE 12월호               | 슬기, 웬디               |
| 2019 | VOGUE 4월호                | 아이린                   |
| 2019 | BEAUTY+ 4월호              | 슬기                     |
| 2019 | Ray(レイ) 5월호            | 레드벨벳                 |
| 2019 | GRAZIA 5월호               | 예리                     |
| 2019 | DAZED 5월호                | 조이                     |
| 2019 | non-no(ノンノ) 6월호       | 레드벨벳                 |
| 2019 | NYLON 6월호                | 웬디                     |
| 2019 | Allure 7월호               | 레드벨벳                 |
| 2019 | Esquire 8월호              | 슬기                     |
| 2019 | Marie Claire 9월호         | 아이린                   |
| 2019 | COSMOPOLITAN 9월호         | 조이                     |
| 2019 | BEAUTY+ 9월호              | 슬기, 예리               |
| 2019 | Marie Claire 10월호        | 슬기, 웬디               |
| 2019 | lonely planet KOREA 11월호 | 레드벨벳                 |
| 2019 | HIGH CUT 12월호 Vol.253    | 예리                     |
| 2020 | Marie Claire 3월호         | 예리                     |
| 2020 | ELLE 3월호                 | 조이                     |
| 2020 | GQ 4월호                   | 조이                     |
| 2020 | NYLON 5월호                | 아이린, 슬기             |
| 2020 | BEAUTY+ 5월호              | 조이                     |
| 2020 | DAZED 5월호                | 예리                     |

## 광고
| 연도  | 기업명                    | 브랜드명                             | 종류          | 출연                                            |
| ----- | ------------------------- | ------------------------------------ | ------------- | ----------------------------------------------- |
| 2014~ | 롯데제과                  | 빼빼로                               | 스틱초코과자  | 아이린, 슬기, 웬디, 조이 with EXO-K             |
| 2015~ | SPC그룹                   | 배스킨라빈스 31 - 배라던도파바       | 아이스크림    | 아이린, 슬기, 웬디, 조이 with 류덕환            |
| 2015~ | SPC그룹                   | 배스킨라빈스 31 - SOME+ER            | 아이스크림    | 아이린, 슬기, 웬디, 조이 with 샤이니, f(x), EXO |
| 2015~ | 美特斯邦威 (Meters/bonwe) | 美特斯邦威 (Meters/bonwe)            | 중국 의류     | 레드벨벳                                        |
| 2015~ | 슈페리어홀딩스(주)        | 블랙마틴 싯봉 (BLACK Martine SITBON) | 의류          | 레드벨벳                                        |
| 2016~ | 한국화장품                | 더샘인터내셔날                       | 화장품        | 레드벨벳 with 샤이니                            |
| 2016~ | (주)농협목우촌            | 또래오래                             | 치킨          | 레드벨벳                                        |
| 2016~ | 동서식품                  | 맥스웰하우스 콜롬비아나              | 캔커피        | 아이린 with 이현재                              |
| 2017~ | 스케쳐스 코리아           | 스케쳐스                             | 운동화        | 슬기, 웬디, 조이, 예리 with EXO                 |
| 2017~ | 이엔피게임즈              | 반지 : Age Of Ring - 오빠는 마법사   | 모바일 게임   | 아이린                                          |
| 2017~ | 현대자동차                | 현대자동차 어드밴티지 프로그램       | 자동차        | 아이린 with 강기영                              |
| 2017~ | 엔씨소프트                | 프로야구 H2                          | 온라인 게임   | 레드벨벳                                        |
| 2017~ | ABC마트                   | 누오보                               | 여성 슈즈     | 아이린                                          |
| 2017~ | 호텔신라                  | 신라면세점                           | 면세점        | 레드벨벳                                        |
| 2018~ | (주)LF                    | 헤지스 액세서리 (HAZZYS ACCESSORIES) | 패션잡화      | 아이린                                          |
| 2018~ | (주)에뛰드                | 에뛰드하우스                         | 화장품        | 레드벨벳                                        |
| 2018~ | (주)쿠퍼비전              | 쿠퍼비전 클래리티 원데이             | 콘택트렌즈    | 아이린                                          |
| 2018~ | 가이아모바일 코리아       | 이터널 라이트                        | 모바일 게임   | 레드벨벳                                        |
| 2018~ | (주)경남제약              | 레모나                               | 비타민        | 아이린                                          |
| 2018~ | 롯데주류                  | 피츠 수퍼클리어                      | 맥주          | 조이 with 육성재                                |
| 2018~ | (주)케이투코리아          | 아이더 (Eider)                       | 아웃도어      | 아이린 with 박보검                              |
| 2018~ | (유)컨버스코리아          | 컨버스 원스타 카니발                 | 운동화        | 슬기                                            |
| 2018~ | 스노우파이프              | 피구왕통키 : 불꽃슛의 전설           | 모바일 게임   | 레드벨벳                                        |
| 2018~ | 동원 F&B                  | 양반죽                               | 즉석죽        | 아이린, 웬디                                    |
| 2018~ | 하이트진로(주)            | 참이슬                               | 소주          | 아이린                                          |
| 2019~ | 다미아니 (DAMIANI)        | 다미아니 (DAMIANI)                   | 주얼리        | 아이린                                          |
| 2019~ | LG전자                    | V50 ThinQ                            | 스마트폰      | 레드벨벳                                        |
| 2019~ | (주)에스쁘아              | 에스쁘아 (eSpoir)                    | 화장품        | 조이                                            |
| 2019~ | 신세계인터내셔날          | 어그(UGG) #UGGLIFE 캠페인            | 슈즈          | 조이 with 정혁, 김희정                          |
| 2019~ | (주)이베이코리아          | G마켓                                | 온라인 쇼핑몰 | 레드벨벳                                        |
| 2020~ | 한국코카콜라              | 코카콜라 Little Big Moments 캠페인   | 콜라          | 슬기 with 박보검                                |
| 2020~ | 록시땅코리아(유)          | 록시땅(L'OCCITANE) 시티 팔레트       | 화장품        | 슬기 with 차인철, 김세동                        |
| 2020~ | 에스티로더                | 아베다 (AVEDA)                       | 헤어케어      | 조이                                            |
| 2020~ | (주)블랭크코퍼레이션      | 콜레트 (COLETTE)                     | 화장품        | 예리                                            |
| 2020~ | 에스티로더                | 크리니크 (CLINIQUE)                  | 화장품        | 아이린                                          |

## 홍보대사
| 연도         | 홍보대사명                                                              | 비고       |
| ------------ | ----------------------------------------------------------------------- | ---------- |
| 2016년 1월~  | 대한적십자사 RCY 홍보대사                                               | 레드벨벳   |
| 2016년 4월~  | 대한무역투자진흥공사 코리아브랜드 & 한류상품박람회 (KBEE 2016) 홍보대사 | 레드벨벳   |
| 2016년 5월~  | 한국공정무역단체협의회 2016 공정 무역 홍보대사                          | 웬디       |
| 2016년 9월~  | 제18회 부천국제애니메이션페스티벌 홍보대사                              | 슬기       |
| 2017년 10월~ | 세종학당 홍보대사                                                       | 레드벨벳   |
| 2018년 2월~  | 경기도교육청 홍보대사                                                   | 레드벨벳   |
| 2019년 4월~  | M클린 홍보대사                                                          | 슬기, 웬디 |
| 2019년 5월~  | 스위스정부관광청 홍보대사 '스위스 프렌즈'                               | 레드벨벳   |